# 馬場日菜子
馬場 日菜子（ばば ひなこ、1988年2月21日 - ）は、日本の女優。
身長170cm、血液型B型。趣味は読書、アニメ鑑賞。特技は12年間習っていたピアノ。
神奈川県出身。東京フィルムセンター映画・俳優専門学校（現・東京放送芸術&映画・俳優専門学校）卒業生。アップスアカデミー13期卒業生。

## 出演

### 映画
- 次郎長三国志（2008年）
- それでもボクはやってない（2008年）
- 旭山動物園物語　ペンギンが空をとぶ（2009年）
- はさみ（2010年）

### テレビドラマ
- 最高の離婚（2013年）
- ラスト♡シンデレラ（2013年）
- ガリレオ（2013年）

### 舞台
- 骨髄バンク移植キャンペーンミュージカル明日への扉（2006年）
- エルリックコスモスの239時間（2007年）
- 寝台特急列車つれづれ号（2008年）
- 夏の夜の夢（2008年）
- 東京ゴッドファーザーズ（2009年）
- 夜になれば分かる事（2009年）
- ロードメーカー（2010年）
- 芝居の稽古（2010年）
- 春夏秋冬（2011年）
- わが町　舞浜角谷町駅前通り（2011年）
- HELLOWORK2012（2012年）
- やっぱりカフェが好き（2012年）
- Toi et moi（2012年）
- GIFT-星空の向こうから-（2012年）

### その他
- 山形国際ムービーフェスティバル出場作品「MONKEYGAME」（2007年）
- ネット配信CM「踏みマッチョテレビショッピング」（2011年）
- DVD連続ドラマ「マイファミリー3・4話」（2013年）
- ネット配信ドラマ　Ｂｅｒｃｅｕｓｅ　Ｍａｉ（5月）（2013年）